# یک وجب از آسمان (فیلم)
یک وجب ازآسمان، فیلمی ایرانی است از علی وزیریان که برای اولین بار در بیست و هفتمین جشنواره بین‌المللی فیلم فجر به نمایش در آمد.
این فیلم، فیلمی معناگرا و عدالت خواه محسوب می گردد پایه آن بر موضوع عدالت اجتماعی بنا شده است. در عین حال فیلمی با مفاهیم اعتقادی است و از یک فضای دینی نشأت گرفته است. در عین حال، فیلمی فانتزی ومفرح است.فیلمنامه از یک کتاب داستان نوجوانانه به همین نام اقتباس شده است.
این فیلم جوایز زیر را بدست آورده است :
برنده جایزه بزرگ جشنواره فیلم‌های مذهبی ایتالیا با عنوان "روح ایمان"2008 / برنده جایزه ویژه هیئت داوران "ترنتو" با عنوان"دون تونینو بلو"2008/ برنده جایزه جشنواره سینمای ارتدکس مسکو با عنوان "میتینگ"2008/ برنده جایزه ویژه انجمن روزنامه نگاران مسلمان 1387/ برنده جایزه پروانه زرین بهترین فیلم داوران کودک و نوجوان جشنواره فیلم همدان 1388

## عوامل[۱]
- کارگردان: علی وزیریان
- تهیه کننده: حسین حق‌گو
- بازیگران:

- - بهزاد فراهانی
  - بهروز بقایی
  - لادن طباطبایی
  - افسر اسدی
  - مصطفی کیهان

## منبع
- ایرنا
- حوزه هنری سازمان تبلیغات اسلامی